# Plano Colombo
Em 1951, foi elaborado o Plano Colombo, uma organização dirigida para os países do Sudeste Asiático, ou também, os Tigres Asiáticos, com intenções de reestruturação social. De forma mais clara, seriam empréstimos cedidos aos países asiáticos.
Os norte-americanos realizaram investimentos para estimular a economia do sub-continente, mas o volume de capital investido foi muito menor ao destacado para o Plano Marshall, portanto bem menos ambicioso, para estimular o desenvolvimento de países do sul e sudeste da Ásia.

## Países membros
| - Afeganistão - Predefinição:AbfS - Bangladesh - Myanmar - Butão - Coreia do Sul - Fiji - Filipinas - Japão - Índia - Indonésia - Irão - Laos | - Maldivas - Malásia - Mongólia - Nepal - Nova Zelândia - Paquistão - Papua-Nova Guiné - Singapura - Sri Lanka - Tailândia - Estados Unidos - Vietname |